# Museo Diocesano de Albarracín
El Museo Diocesano de Albarracín es un museo de la ciudad de Albarracín (provincia de Teruel, España), situado en la plaza del Palacio. Su condición de museo diocesano determina su especialización en el arte sacro, pues exhibe obras pertenecientes a la Diócesis de Albarracín-Teruel, tanto provenientes de esta ciudad como de las parroquias de la comarca. Tiene interés histórico y arquitectónico, ya que las salas que albergan los materiales son las dependencias principales y domésticas del antiguo Palacio Episcopal de Albarracín, construido en el siglo XVIII, lo que permite adentrarse en el modo de vida diocesano de la época. Las piezas expuestas, alrededor de 150, abarcan una cronología que va desde el siglo XIV hasta el siglo XX.

## Historia
El Museo Diocesano fue inaugurado en 1995 aunque en 2010 se produjo una intensa remodelación siguiendo nuevos criterios museísticos que dan más importancia al orden cronológico y temático en el que se exponen las obras, así como un mayor tratamiento didáctico apoyado en paneles explicativos y audiovisuales que complementan la información que aportan las piezas expuestas. 

## Colecciones
La organización de las colecciones está condicionada por las propias dependencias del Palacio Episcopal, así, las salas del museo están organizadas por temas. 
- 1. La sala Mayordormia contiene una explicación de la historia de la diócesis desde su creación en 1172 hasta la actualidad, presentando importantes documentos relacionados con su configuración. De esta estancia destaca el pez de cristal de roca del siglo XVI.

- 2. Colección de orfebrería, custodias y cálices de distintas épocas, principalmente de los siglos XVI y XVII; De esta sala, que corresponde a la antigua biblioteca, destaca la cruz procesional de Noguera.

- 3. Colección de tapices flamencos del siglo XVI; presentan una escenografía que representa la vida de Gedeón, se exponen en las dependencias más amplias del Palacio (antesala y salón del trono del viejo palacio).

- 4. Colección de pinturas que abarcan una cronología que transcurre desde época medieval hasta el siglo XVIII; destacan dos sargas de la Virgen. Se ubican en la antecapilla y en  las dependencias contiguas a la alcoba del obispo.

- 5. Colección de esculturas y música; se localiza en las salas que corresponden al antiguo comedor del obispo y al vajillero.

## Galería de imágenes

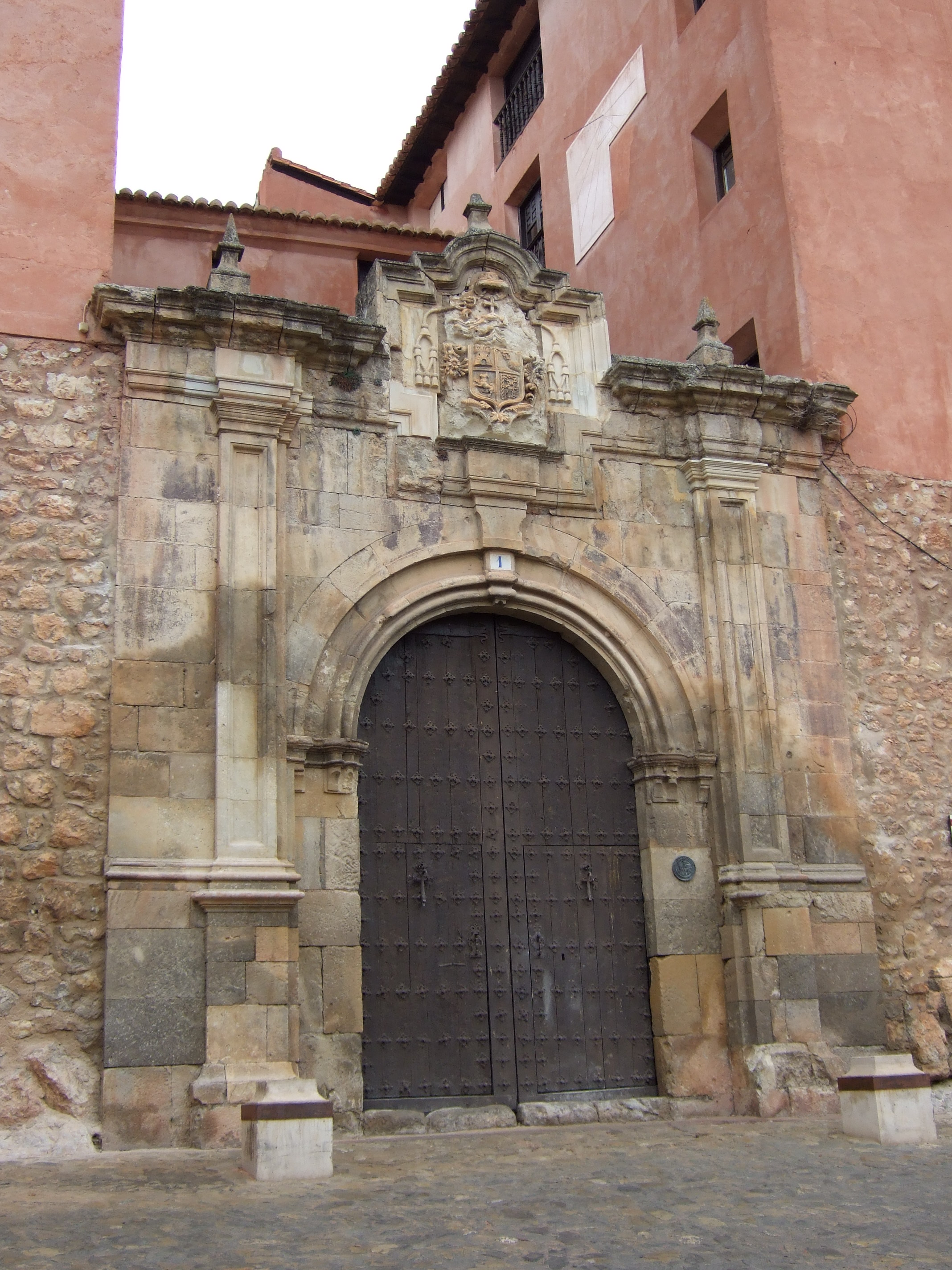
Portada.
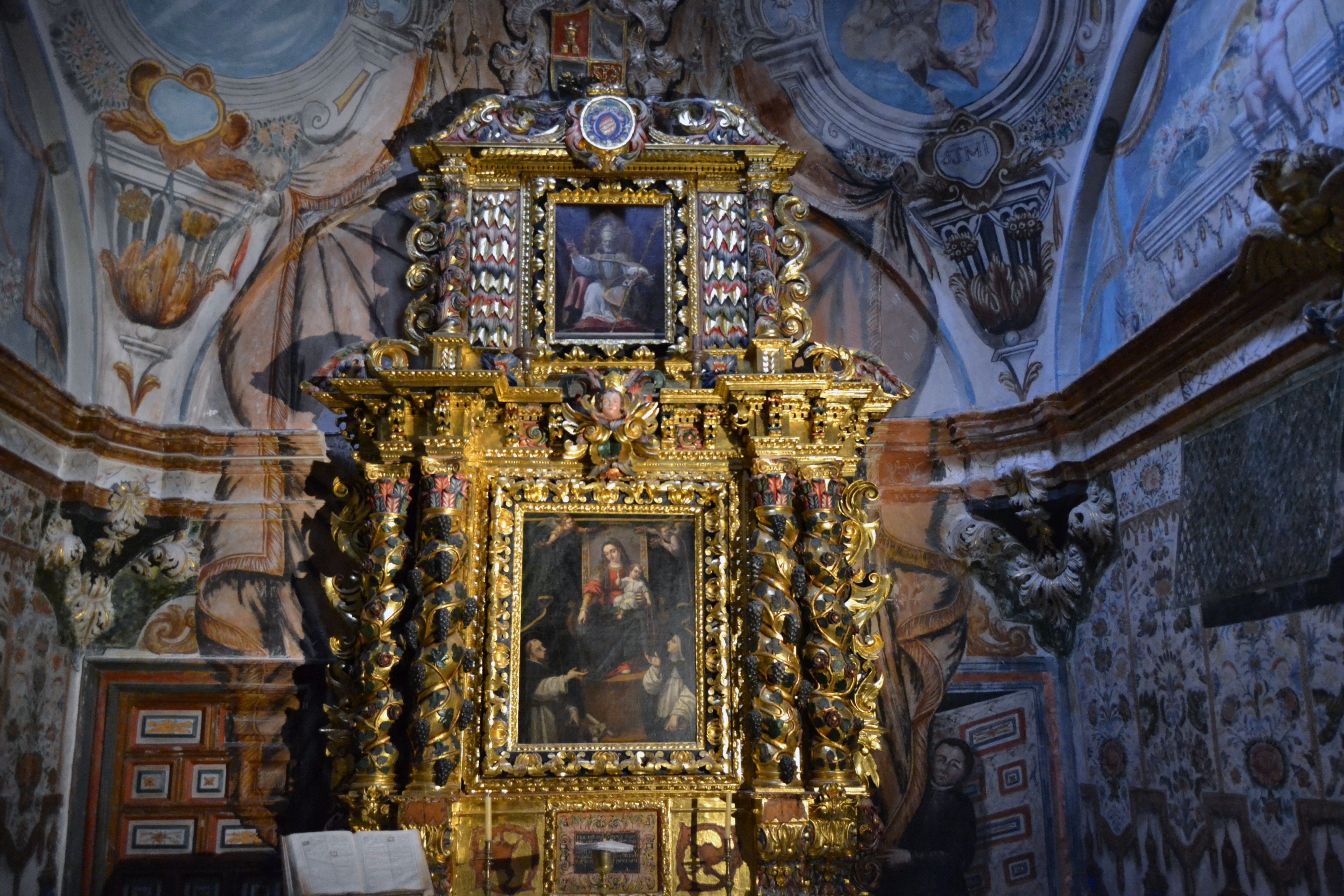
Capilla.
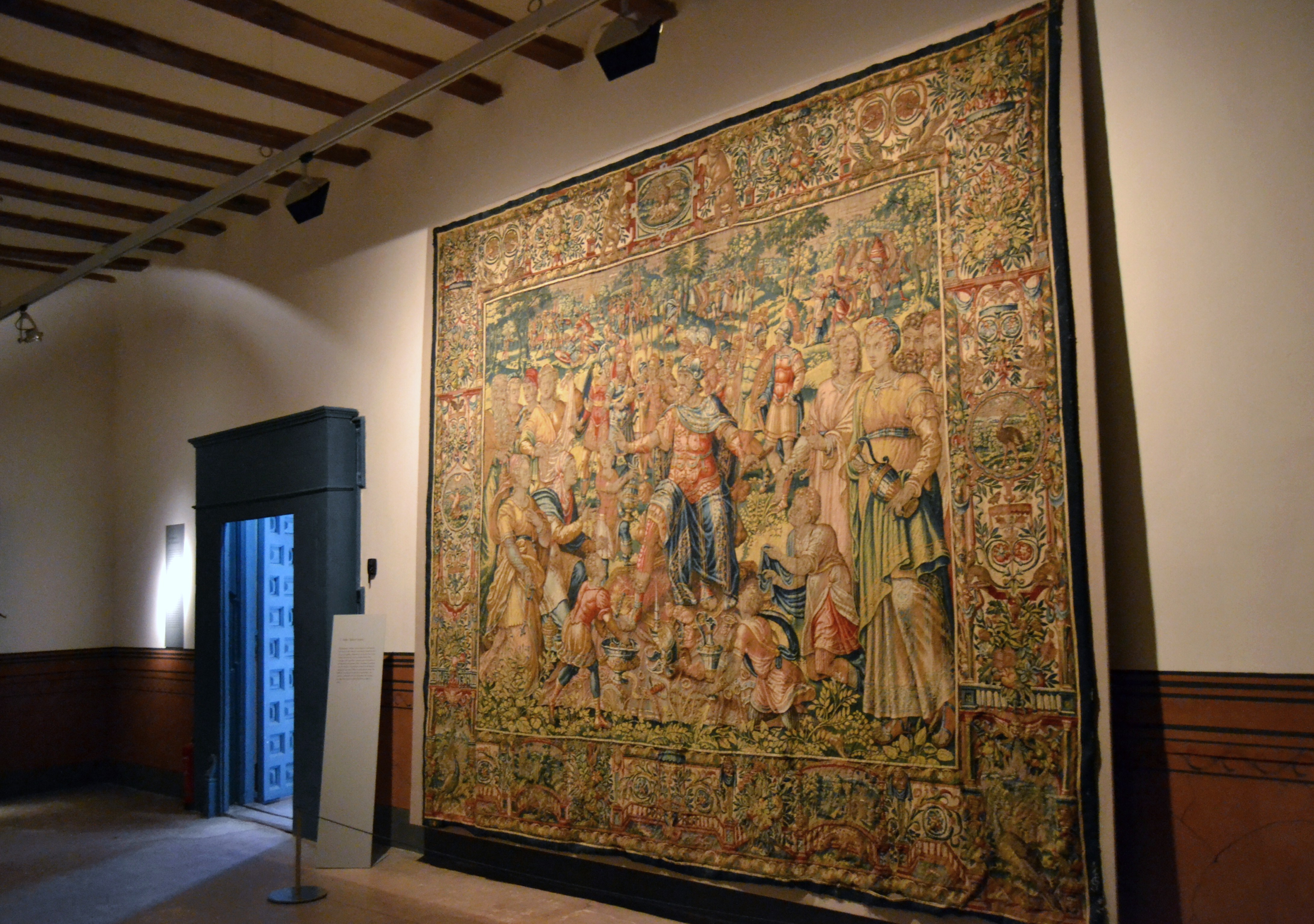
Sala de tapices.
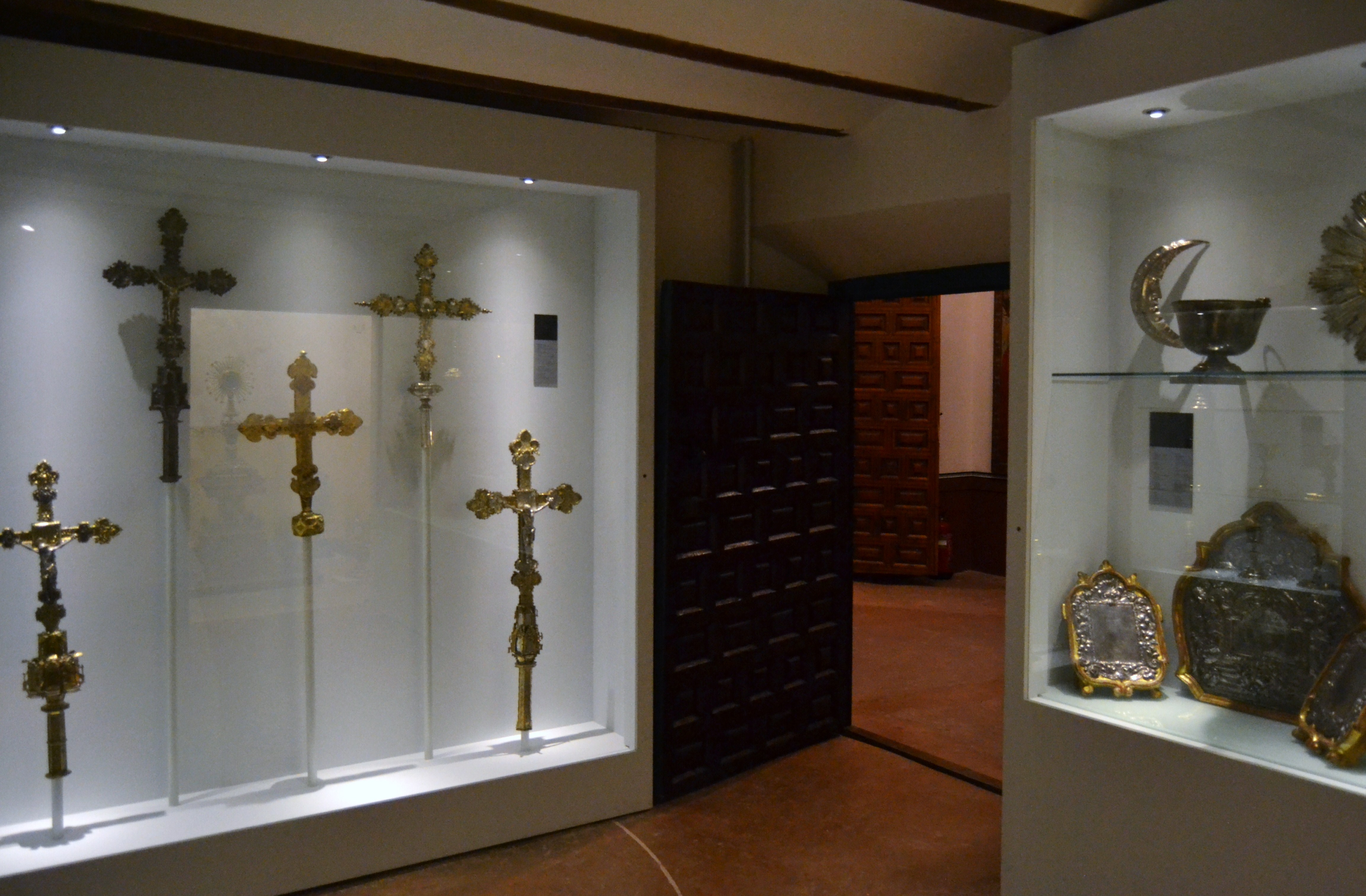
Sala de orfebrería.
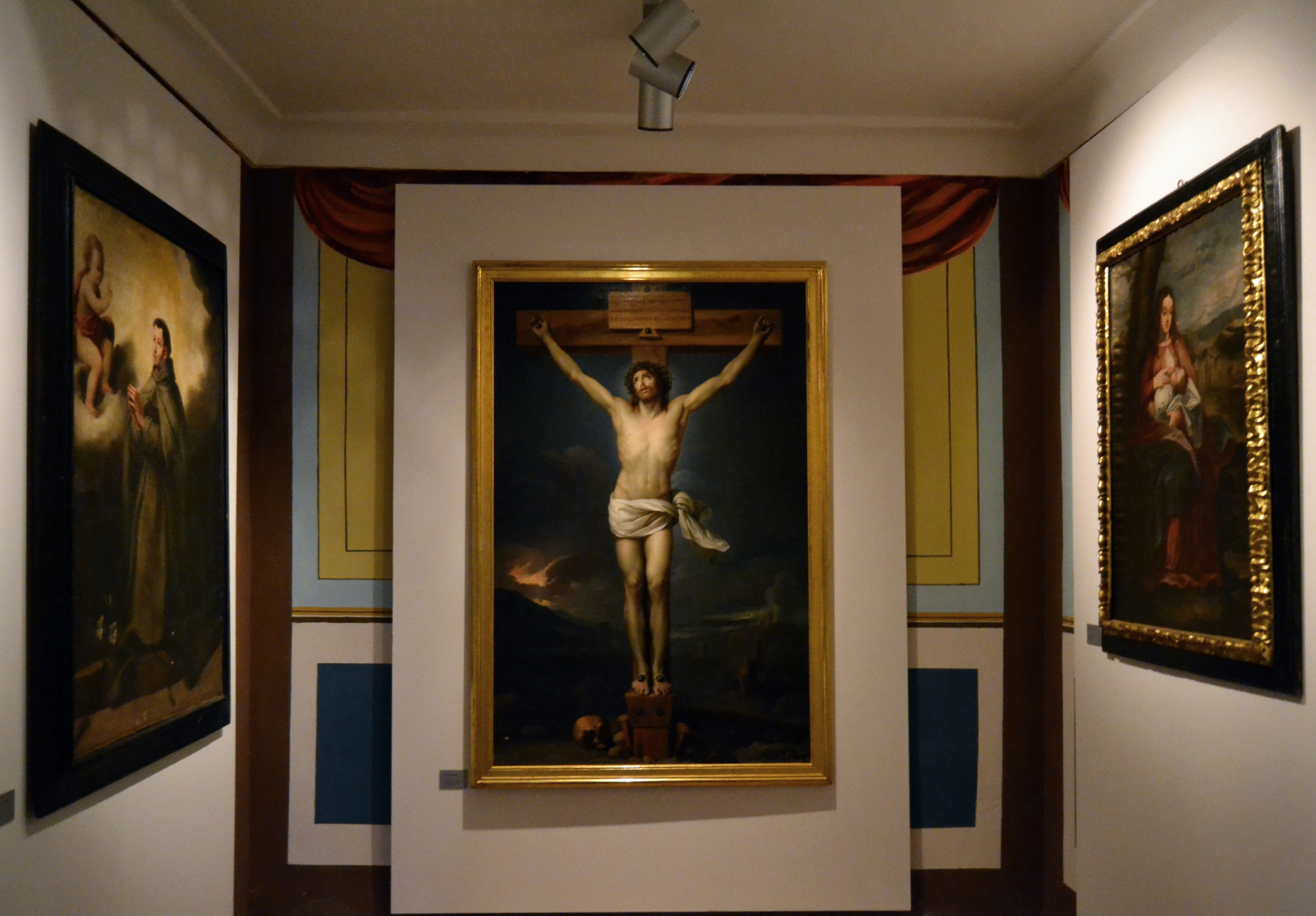
Pinturas (el Cristo crucificado es una copia de Mengs).